# Ryszard Sarnat
Ryszard Andrzej Sarnat (ur. 1 października 1942 w Kielcach) – polski piłkarz grający na pozycji napastnika.

## Kariera
Na początku lat 60. XX wieku występował w SHL Kielce, w którym należał do najlepszych graczy. W 1963 roku został powołany do służby wojskowej. Odbywając ją był w latach 1963–1967 zawodnikiem Wawelu Kraków. Następnie przeszedł do Cracovii, której stał się liderem – zdobywał gole i asystował przy bramkach strzelanych przez krakowski zespół. Przyczynił się do wywalczenia awansu do I ligi przez Cracovię w 1969. W najwyższej polskiej klasie rozgrywkowej pierwsze dwie bramki zdobył w przegranym 2:4 meczu z Ruchem Chorzów. Sezon 19691970 zakończył z dorobkiem siedmiu goli na swoim koncie.
W 1970 roku, po spadku Cracovii do II ligi, przeszedł do Wisły Kraków. Należał do jej najlepszych zawodników, był jednym z liderów krakowskiego zespołu. Uczestniczył wraz z nim w rozgrywkach Pucharu Intertoto – m.in. w lipcu 1972 roku strzelił cztery gole w spotkaniu ze szwajcarskim BSC Young Boys. Kilkanaście dni później zdobył trzy bramki w ligowym meczu z Górnikiem Wałbrzych – był to jego jedyny hat-trick w najwyższej klasie rozgrywkowej. W sezonie 1972/1973 strzelił w rozgrywkach ligowych 12 goli, dzięki czemu zajął ex aequo z Kazimierzem Kmiecikiem drugie miejsce w klasyfikacji najlepszych strzelców I ligi (królem strzelców został Grzegorz Lato, który zdobył 13 bramek). W 1974 roku wyjechał do RFN, gdzie został graczem HSV Hamm. Występował w nim do 1980, następnie powrócił do Polski.
Ojciec Artura, byłego bramkarza m.in. Wisły Kraków.